# Dracocephalum purdomii
Dracocephalum purdomii là một loài thực vật có hoa trong họ Hoa môi. Loài này được W.W.Sm. mô tả khoa học đầu tiên năm 1916.